# Cambados

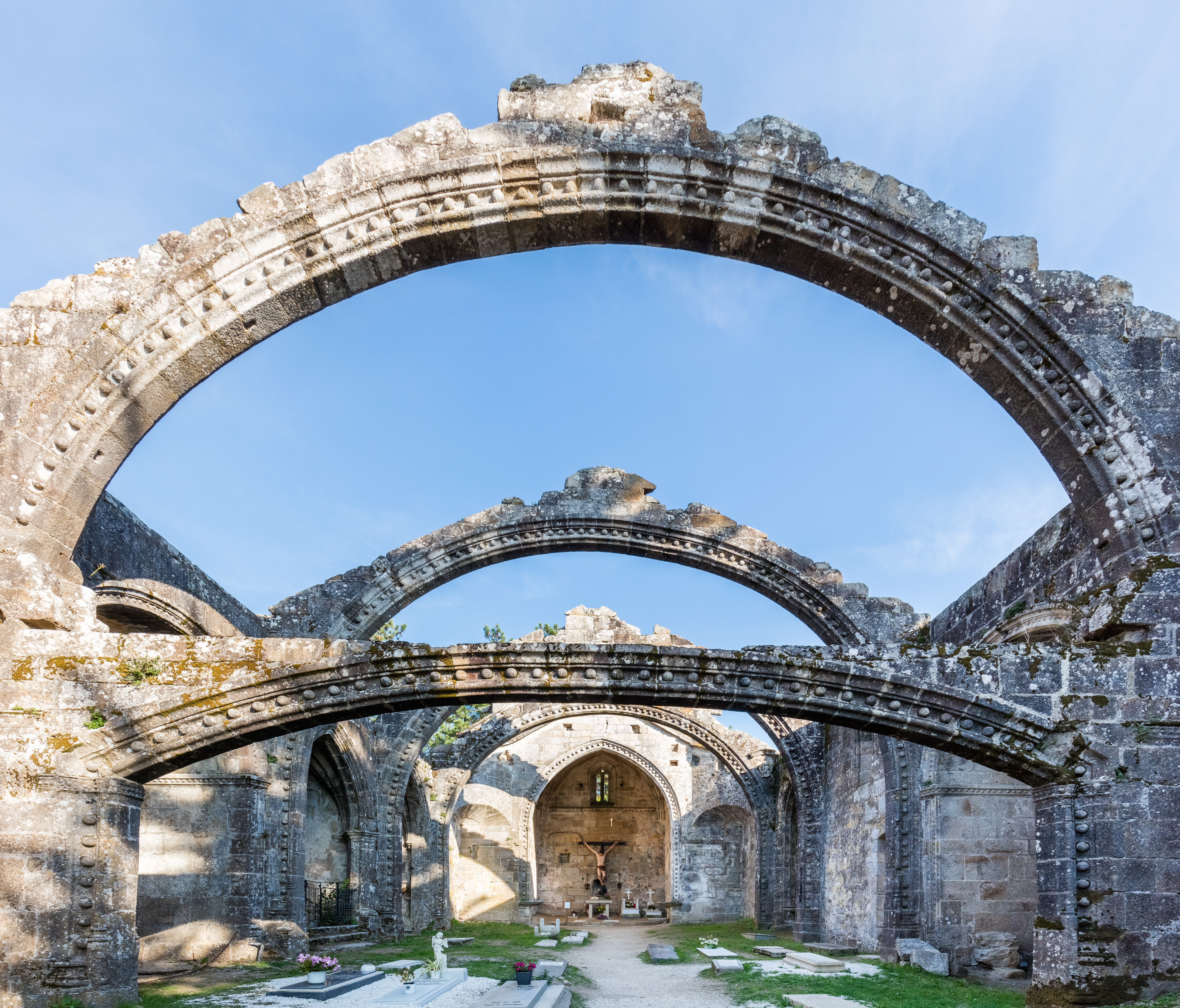
Ruines de l'église Santa Mariña Dozo à Cambados. Septembre 2015.

Cambados est une commune de la province de Pontevedra en Espagne située dans la communauté autonome de Galice.